# Amt Mutzschen
Das Amt Mutzschen war eine im Leipziger Kreis gelegene territoriale Verwaltungseinheit des Kurfürstentums Sachsen. Bis zum Ende der sächsischen Ämterverfassung im Jahr 1856 bildete das Amt den räumlichen Bezugspunkt für die Einforderung landesherrlicher Abgaben und Frondienste, für Polizei, Rechtsprechung und Heeresfolge. Der Amtssitz befand sich zunächst auf Schloss Mutzschen und wurde nach dem Mutzschener Stadtbrand im Jahr 1681 in das Jagdschloss Wermsdorf und später nach Schloss Hubertusburg in Wermsdorf verlegt.

## Geographische Lage
Das Amt Mutzschen lag östlich der Mulde zwischen den Städten Grimma im Westen und Oschatz im Osten. Die zugehörigen Orte liegen im engen Umkreis der Gemeinde Wermsdorf bzw. der im Jahr 2012 nach Grimma eingemeindeten Stadt Mutzschen. Zum Amtsgebiet gehörte der im Nordosten liegende Wermsdorfer Forst (Mutzschener Heide) und drei Exklaven in unmittelbarer Nähe.

## Angrenzende Verwaltungseinheiten
| Stiftsamt Wurzen (Amt Wurzen) | Amt Oschatz                                 |                               |
| Erbamt Grimma                 | Kompassrose, die auf Nachbargemeinden zeigt | Amt Oschatz                   |
| Amt Leisnig (Exklaven)        | Erbamt Grimma (Exklaven)                    | Stiftsamt Wurzen (Amt Mügeln) |

## Geschichte

### Vorgeschichte
Die Gegend um Mutzschen war seit dem 8. Jahrhundert von Slawen besiedelt, welche ab dem 9. Jahrhundert eine Burg auf dem Mutzschener Schlossberg anlegten.  Mit der Eingliederung der Gebiete zwischen Saale und Elbe unter den Königen Heinrich I. und Otto I. in das Ostfrankenreich wurde im Gebiet um Mutzschen vermutlich ein Burgward eingerichtet, dessen Zentrum als Sitz der Herrschaft und der Verwaltung in der Region in Mutzschen oder auf der Alten Schanze bei Köllmichen lag.
Im Jahr 1081 schenkte König Heinrich IV. seinem Getreuen Chitele die drei Dörfer (villae) Mutzschen (Musitscin), Böhlitz (Beliz, heute Ortsteil der Stadt Grimma) und Mehlis (Milus, Wüstung zwischen Böhlitz und Prösitz) nebst allem Zubehör und allen Einkünften zu freiem Eigen, sowie den zu Mutzschen gehörenden Wald innerhalb angegebener Grenzen im Gau Chutizi in der Grafschaft Ekberts, wie aus einer am 18. März 1081 in Regensburg ausgestellten Urkunde hervorgeht. Mit dieser Krongutschenkung wird die Grundlage für eine räumlich begrenzte allodiale Grundherrschaft südlich des Wermsdorfer Forstes geschaffen. Der Wald gehörte später als Mutzschener Heide oder Wermsdorfer Forst stets zur Herrschaft Mutzschen.

### Die Herrschaft Mutzschen
Im Jahr 1206 wird erstmals ein Konrad von Mutzschen (Cunradus de Mutsin) als Zeuge in einer Urkunde genannt. In Verbindung mit Döben und Luppa (Wermsdorf) ist Konrad von Mutzschen ein Edelfreier und damit ein Hinweis auf ältere Wurzeln in dieser Region, als es die Urkunden überliefern können. Das edelfreie Geschlecht starb Ende des 13. Jahrhunderts bereits im Mannesstamm aus bzw. wanderte in die Oberlausitz ab. 
Wohl um 1290, sicher aber noch vor 1308 erwarben die Burggrafen von Leisnig Burg und Herrschaft Mutzschen. In einer Urkunde von 1308 nennen sie Mutzschen erstmals castrum nostrum.
Im Jahr 1445 erwarb Heinrich von Starschedel  die Burg Mutzschen und Wermsdorf. Diese Familie stammte aus Starsiedel. Sie gelangte nach Mutzschen, nachdem die Wettiner im Jahr 1365 die Burg Leisnig in Besitz nahmen und die dortigen Burggrafen entmachteten. 
Mutzschen blieb jedoch eine Minderstadt, die die im Mittelalter üblichen städtischen Freiheiten nicht erlangen konnte. Der Stadtrichter zur Verwaltung der Stadt wurde vom Grundherrn eingesetzt, Bürgermeister und Rat gab es im Mittelalter und der frühen Neuzeit nicht. Die Familie von Starschedel ließ in Wermsdorf den Vorgänger des heutigen Alten Jagdschlosses errichten.
Nach der Leipziger Teilung 1485 gehörte die Herrschaft Mutzschen zur ernestinischen Linie der Wettiner. Seit der Niederlage der Ernestiner im Schmalkaldischen Krieg im Jahr 1547 gehörte sie zur Linie der Albertiner.

### Das Amt Mutzschen
Kurfürst August I. von Sachsen erwarb 1565 die Burg, Rittergut und Ort.  Bereits 1556 hatten die Herren von Starschedel Wermsdorf an den Kurfürsten verkauft, so dass dieser nun seine Herrschaft über den Wermsdorfer Forst voll verwirklichen konnte. Der sächsische Kurfürst erweiterte das Amtsgebiet um das Jahr 1582 durch Ankauf weiterer Territorien  von der Familie von Starschedel. Ab 1585 war das Amt Mutzschen vollständig in landesherrlichem Besitz. 
Nach dem Mutzschener Stadtbrand im Jahr 1681 wurde der Amtssitz vom Schloss Mutzschen nach Wermsdorf verlegt. 
Der Wermsdorfer Forst diente den Kurfürsten von Sachsen als ausgedehntes Jagdgebiet. Kurfürst Friedrich August der Gerechte begann mit dem Bau des Alten Jagdschlosses in Wermsdorf. Als Austragungsort der Feste nach der Jagd wurde in Wermsdorf das repräsentative Schloss Hubertusburg im Jahr 1721 errichtet, welches nach dem Umbau im Jahr 1743 eines der größten barocken Jagdschlösser Europas wurde.
1761 wurde die Hubertusburg im Siebenjährigen Krieg von den Preußen geplündert. 1763 wurde im Schloss Dahlen der Hubertusburger Frieden unterzeichnet.
Das kleine Amt Mutzschen bestand bis zur Auflösung des Justizamts im Jahr 1856. Nachfolger wurde das Gerichtsamt Wermsdorf.

## Bestandteile
1827 lebten 3.030 Einwohner in einer Stadt und acht Dörfern. Zum Amtsgebiet gehörte der 3,8 ha große Wermsdorfer Forst.
Städte
- Mutzschen

Amtsdörfer
| - Wermsdorf mit der Hubertusburg - Ablaß (anteilig) - Böhlitz - Fremdiswalde - Gastewitz (anteilig) | - Göttwitz - Jesewitz (anteilig) - Leipen (anteilig) - Lobschütz (Exklave) - Mahlis | - Merschwitz - Poischwitz (Exklave) - Roda - Serka (Exklave) - Wetteritz |